# ブロートン準男爵
スタッフォード州におけるブロートンのブロートン準男爵（スタッフォードしゅうにおけるブロートンのブロートンじゅんだんしゃく、英語: Broughton Baronetcy, of Broughton in the County of Stafford）は、イギリスの準男爵位。1661年にブライアン・ブロートンが叙位されたのに始まる。

## 歴史

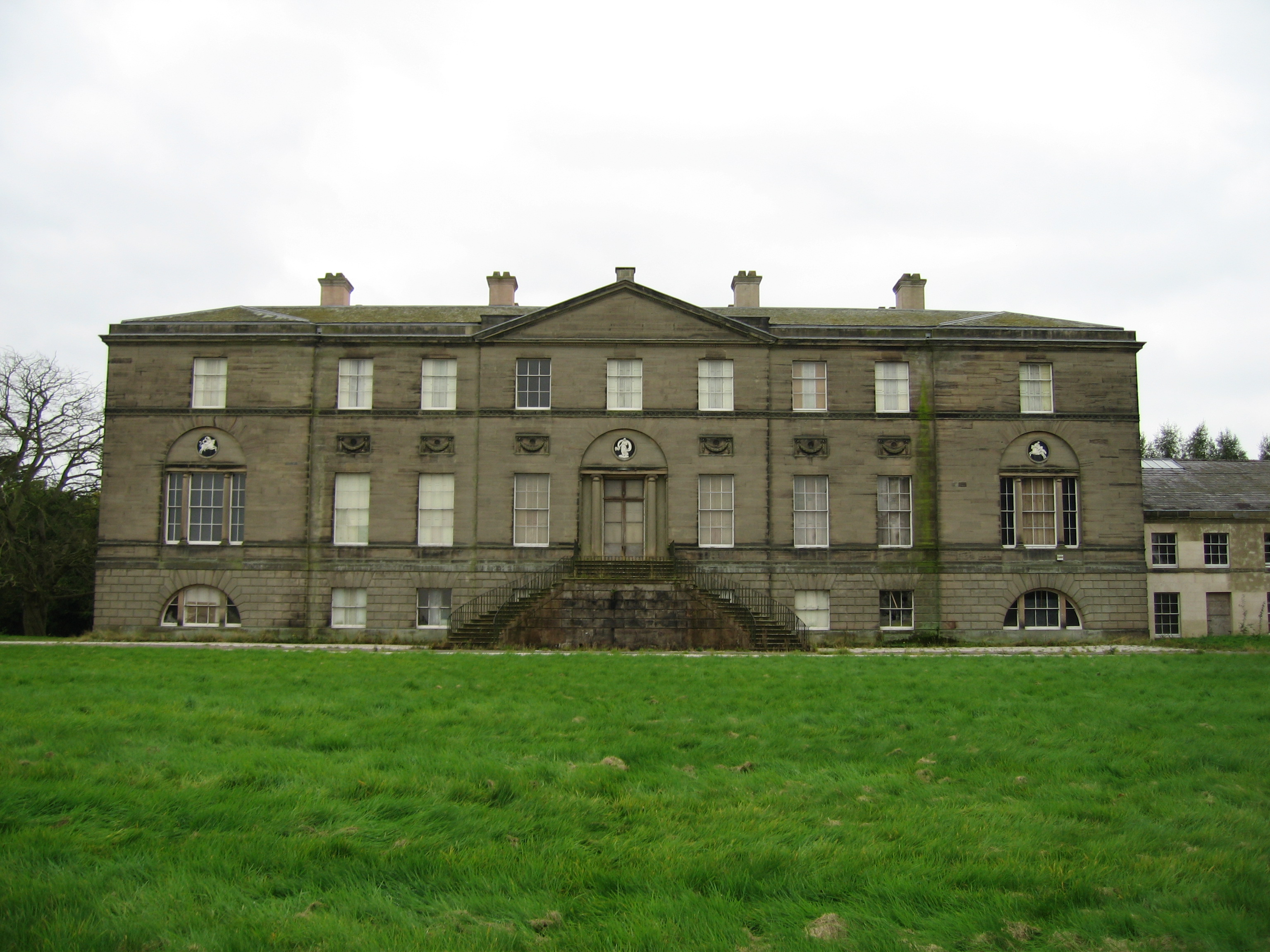
ブロートン準男爵家の邸宅ドディントン・ホール

ブロートン家はチェシャー・シップブロック(Shipbrook)のヴァーノン家の支流リチャード・ヴァーノンの子孫である。13世紀にリチャードの孫ロジャーの代に地所の名前からブロートンを姓にするようになった。
イングランド内戦中、熱心な王党派であったトマス・ブロートン(-1648)の息子ブライアン・ブロートン(1618-1708)が王政復古後の1660/61年3月10日にイングランド準男爵位を叙位されたのがブロートン準男爵家の創始である。
4代準男爵ブライアン(1717-1744)は、デルヴィス準男爵家の女子相続人エリザベスとの結婚により、デルヴィス準男爵家の財産を相続し、1727年にブロートン＝デルヴィス（Broughton-Delves）の二重性に改姓した。しかしその息子であるトマス(1749頃-1813)が1766年に兄から第6代準男爵位を継承した際にブロートン姓に復している
11代準男爵サー・ヘンリー・ジョン・デルヴィス・（ジョック）・ブロートン(1883-1942)は、1941年にイギリス植民地ケニアで起きた第22代エロル伯爵ジョスリン・ヘイ殺人事件の容疑者となったことで知られる。警察は彼の若妻ダイアナをめぐる痴情のもつれの殺人と見て彼を逮捕したが、裁判では証拠不十分で無罪となり、事件は迷宮入りしている。11代準男爵はその後1942年にイギリスに帰国した際にうつ病で自殺している。
その息子の12代準男爵イヴリン・デルヴィス・ブロートン(1915-1993)の死後、8代準男爵の次男の玄孫にあたるデイヴィッド・デルヴィス・ブロートン(1942-)が継承したと考えられるが、継承者であることが証明できていないため、準男爵公式名簿には記録されておらず、1993年以降休止(dormant)中という扱いになっている。
一族の本邸はドディントン・ホールである。

## ブロートンの準男爵 (1661年)
- 初代準男爵サー・ブライアン・ブロートン (Brian Broughton, 1618-1708)
- 2代準男爵サー・トマス・ブロートン (Thomas Broughton, 不詳-1710) 先代の息子
- 3代準男爵サー・ブライアン・ブロートン（英語版） (Brian Broughton-Delves, 不詳-1724) 先代の息子
- 4代準男爵サー・ブライアン・ブロートン＝デルヴィス (Brian Broughton-Delves, 1717-1744) 先代の息子
- 5代準男爵サー・ブライアン・ブロートン＝デルヴィス (Brian Broughton-Delves, 1740-1766) 先代の息子
- 6代準男爵サー・トマス・ブロートン (Thomas Broughton, 1749頃-1813) 先代の弟
- 7代準男爵サー・ジョン・デルヴィス・ブロートン (John Delves Broughton, 1769-1847) 先代の息子
- 8代準男爵サー・ヘンリー・デルヴィス・ブロートン (Henry Delves Broughton, 1777-1851) 先代の弟
- 9代準男爵サー・ヘンリー・デルヴィス・ブロートン (Henry Delves Broughton, 1808-1899) 先代の息子
- 10代準男爵サー・デルヴィス・ルイス・ブロートン (Delves Louis Broughton, 1857-1914) 先代の息子
- 11代準男爵サー・ヘンリー・ジョン・デルヴィス・ブロートン (Henry John Delves Broughton, 1883-1942) 先代の息子。殺人容疑者
- 12代準男爵サー・イヴリン・デルヴィス・ブロートン (Evelyn Delves Broughton, 1915-1993) 先代の息子
- 13代準男爵(推定)デイヴィッド・デルヴィス・ブロートン (David Delves Broughton,, 1942-) 先代の三従兄弟 [注釈 2] の子(8代準男爵に遡った分流)
  - 推定相続人は現当主の弟サー・ジェフリー・デルヴィス・ブロートン (Geoffrey Delves Broughton, 1962-)